# As Eyla

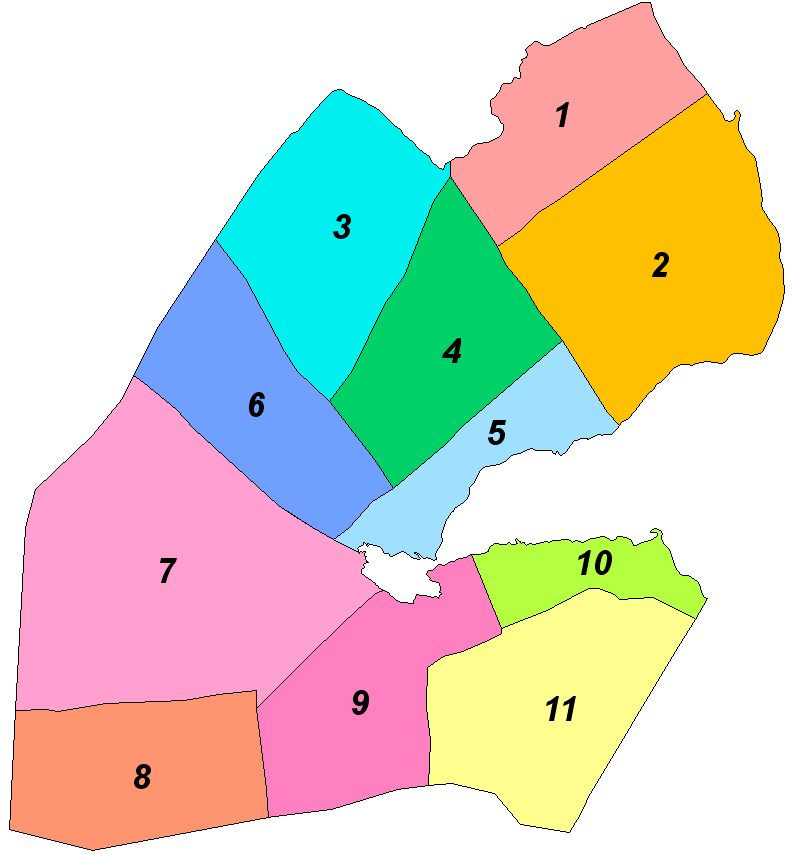
Djiboutis distrikt.
8=As Eyla

As Eyla är ett distrikt i Djibouti.   Det ligger i regionen Dikhil, i den södra delen av landet, 130 km sydväst om huvudstaden Djibouti.